# Elezioni comunali in Basilicata del 1998
Le elezioni comunali in Basilicata del 1998 si tennero il 24 maggio (con ballottaggio il 7 giugno) e il 29 novembre (con ballottaggio il 13 dicembre).

## Matera

### Matera
| Candidati                            | Candidati                 | II turno             | II turno            | I turno | I turno | Liste                           | Voti   | %     | Seggi |
| Candidati                            | Candidati                 | Voti                 | %                   | Voti    | %       | Liste                           | Voti   | %     | Seggi |
| ------------------------------------ | ------------------------- | -------------------- | ------------------- | ------- | ------- | ------------------------------- | ------ | ----- | ----- |
|                                      | Angelo Minieri ✔️ Sindaco | 17 121               | 52,73               | 17 859  | 48,09   | Democratici di Sinistra         | 7 457  | 20,62 | 11    |
| Partito Popolare Italiano            | Angelo Minieri ✔️ Sindaco | 17 121               | 52,73               | 17 859  | 48,09   | 4 589                           | 12,69  | 6     |       |
| Rinnovamento Italiano - Patto Segni  | Angelo Minieri ✔️ Sindaco | 17 121               | 52,73               | 17 859  | 48,09   | 2 199                           | 6,08   | 3     |       |
| Federazione dei Verdi                | Angelo Minieri ✔️ Sindaco | 17 121               | 52,73               | 17 859  | 48,09   | 1 793                           | 4,96   | 2     |       |
| Partito della Rifondazione Comunista | Angelo Minieri ✔️ Sindaco | 17 121               | 52,73               | 17 859  | 48,09   | 1 323                           | 3,66   | 2     |       |
|                                      | Francesco Saverio Acito   | 15 348               | 47,27               | 15 477  | 41,68   | Nuovo Giorno                    | 3 785  | 10,46 | 3     |
| Cristiani Democratici Uniti          | Francesco Saverio Acito   | 15 348               | 47,27               | 15 477  | 41,68   | 3 284                           | 9,08   | 3     |       |
| Alleanza Nazionale                   | Francesco Saverio Acito   | 15 348               | 47,27               | 15 477  | 41,68   | 3 052                           | 8,44   | 3     |       |
| Forza Italia - Unione di Centro      | Francesco Saverio Acito   | 15 348               | 47,27               | 15 477  | 41,68   | 2 904                           | 8,03   | 2     |       |
| Centro Cristiano Democratico         | Francesco Saverio Acito   | 15 348               | 47,27               | 15 477  | 41,68   | 2 812                           | 7,77   | 2     |       |
| Seggio di coalizione                 | Seggio di coalizione      | Seggio di coalizione | 47,27               | 15 477  | 41,68   | 1                               |        |       |       |
|                                      | Salvatore Bagnale         | Salvatore Bagnale    | Salvatore Bagnale   | 2 670   | 7,19    | Matera Attiva                   | 2 246  | 6,21  | 1     |
| Seggio di coalizione                 | Seggio di coalizione      | Seggio di coalizione | Salvatore Bagnale   | 2 670   | 7,19    | 1                               |        |       |       |
|                                      | Pasquale Di Giacomo       | Pasquale Di Giacomo  | Pasquale Di Giacomo | 1 129   | 3,04    | Socialisti Democratici Italiani | 728    | 2,01  | –     |
| Totale                               | Totale                    | 32 469               | 100                 | 37 135  | 100     |                                 | 36 172 | 100   | 40    |
|                                      |                           |                      |                     |         |         |                                 |        |       |       |
| Fonte: Ministero dell'interno        |                           |                      |                     |         |         |                                 |        |       |       |

### Pisticci
| Candidati                     | Candidati                    | II turno             | II turno          | I turno | I turno | Liste                                | Voti   | %     | Seggi |
| Candidati                     | Candidati                    | Voti                 | %                 | Voti    | %       | Liste                                | Voti   | %     | Seggi |
| ----------------------------- | ---------------------------- | -------------------- | ----------------- | ------- | ------- | ------------------------------------ | ------ | ----- | ----- |
|                               | Giovanni Giannone ✔️ Sindaco | 6 413                | 64,31             | 3 998   | 37,11   | Forza Italia                         | 1 423  | 13,72 | 5     |
| Centro Democratico            | Giovanni Giannone ✔️ Sindaco | 6 413                | 64,31             | 3 998   | 37,11   | 1 354                                | 13,06  | 4     |       |
| Alleanza Nazionale            | Giovanni Giannone ✔️ Sindaco | 6 413                | 64,31             | 3 998   | 37,11   | 1 066                                | 10,28  | 3     |       |
|                               | Giuseppe Farina              | 3 559                | 35,69             | 2 195   | 20,38   | Democratici di Sinistra              | 1 320  | 12,73 | 2     |
| Partito Popolare Italiano     | Giuseppe Farina              | 3 559                | 35,69             | 2 195   | 20,38   | 1 084                                | 10,45  | 1     |       |
| Seggio di coalizione          | Seggio di coalizione         | Seggio di coalizione | 35,69             | 2 195   | 20,38   | 1                                    |        |       |       |
|                               | Vittorio Vitelli             | Vittorio Vitelli     | Vittorio Vitelli  | 2 149   | 19,95   | Rinnovamento Italiano                | 1 893  | 18,26 | 1     |
| Seggio di coalizione          | Seggio di coalizione         | Seggio di coalizione | Vittorio Vitelli  | 2 149   | 19,95   | 1                                    |        |       |       |
|                               | Gioia Renato                 | Gioia Renato         | Gioia Renato      | 1 693   | 15,72   | Lista Civica                         | 1 080  | 10,42 | 1     |
| Lista Civica                  | Gioia Renato                 | Gioia Renato         | Gioia Renato      | 1 693   | 15,72   | 518                                  | 5,00   | –     |       |
| Seggio di coalizione          | Seggio di coalizione         | Seggio di coalizione | Gioia Renato      | 1 693   | 15,72   | 1                                    |        |       |       |
|                               | Francesco Malvasi            | Francesco Malvasi    | Francesco Malvasi | 420     | 3,90    | Partito dei Comunisti Italiani (A)   | 346    | 3,34  | –     |
|                               | Domenico Giannace            | Domenico Giannace    | Domenico Giannace | 318     | 2,95    | Partito della Rifondazione Comunista | 285    | 2,75  | –     |
| Totale                        | Totale                       | 9 972                | 100               | 10 773  | 100     |                                      | 10 369 | 100   | 20    |
|                               |                              |                      |                   |         |         |                                      |        |       |       |
| Fonte: Ministero dell'interno |                              |                      |                   |         |         |                                      |        |       |       |